# Армандс Берзіньш
Армандс Берзіньш (латис. Bērziņš Armands; 27 грудня 1983, м. Рига, Латвія) — латвійський хокеїст, центральний нападник.
Виступав за «Призма» (Рига), ХК «Рига 2000», «Шовініган Катарактс» (QMJHL), «Луїзіана Айс-Гейторс» (ECHL), «Вілінг Нейлерс» (ECHL), ХК «Всетін», ХК «Простейов», ХК «Нітра», «Динамо» (Рига), «Динамо-Юніорс» (Рига), ГПК (Гямеенлінна), «Юність» (Мінськ).
У складі національної збірної Латвії учасник зимових Олімпійських ігор 2006 і 2010, учасник чемпіонатів світу 2007, 2008, 2009 і 2011. У складі молодіжної збірної Латвії учасник чемпіонатів світу 2001 (дивізіон I), 2002 (дивізіон II) і 2003 (дивізіон I). У складі юніорської збірної Латвії учасник чемпіонатів світу 2000 (група B) і 2001 (дивізіон I).